# Kodovjat alközség
Kodovjat alközség harmadik szintű közigazgatási egység Albánia délkeleti részén, Gramsh városától légvonalban 8, közúton 13 kilométerre délkeleti irányban, a Devoll folyó jobb partján. Elbasan megyén belül Gramsh község része. Székhelye Kodovjat, további települései Bersnik i Poshtëm, Bersnik i Sipërm, Bratila, Broshtan, Bulçar, Kishta, Kokël, Mashan, Posnovisht és Shelcan. A 2011-es népszámlálás alapján az alközség népessége 2355 fő.
Középhegységi terület a Devoll szűk völgyszorosának jobb (keleti) oldalán. Legmagasabb pontja az alközség északi részén emelkedő Kunora e Kishtës (1315 m). A terület vízrajzát a Devoll mellett annak jobb oldali mellékvizei, déli irányból észak felé haladva a Grabova és a Vërça, valamint néhány állóvíz, a Dushk-tó (Liqeni i Dushkut, 35 ha), a Bratilai-tó (Liqeni i Bratilës, 8 ha) és a Bersniki-tó (Liqeni i Bersknikut, 8 ha) határozza meg. A Devoll völgyében halad végig a Shirgjant (50 km) Gramshon keresztül Maliqtyal (57 km) összekötő SH71-es főút.
Bulçarnál a vaskorban erődített település állt, fazekasaik jellegzetes festett vázákat állítottak elő.